# Powiat de Chodzież
Le powiat de Chodzież (polonais : powiat chodzieski) est un powiat (district) de la voïvodie de Grande-Pologne, dans le centre-ouest de la Pologne.
Elle est née le 1er janvier 1999, à la suite des réformes polonaises de gouvernement local passées en 1998.
Le siège administratif du powiat est la ville de Chodzież, qui se trouve à 75 kilomètres au nord de Poznań, capitale de la voïvodie de Grande-Pologne. Le powiat possède deux autres villes : Margonin, située à 13 kilomètres à l'est de Chodzież et Szamocin, à 15 kilomètres au nord-est de Chodzież.
Le district couvre une superficie de 680,58 kilomètres carrés. En 2009, sa population totale est de 47 389 habitants, avec une population pour la ville de Chodzież de 19 525 habitants, pour la ville de Margonin de 2 980 habitants, pour la ville de Szamocin de 4 258 habitants et une population rurale de 35 739 habitants.

## Powiaty voisines

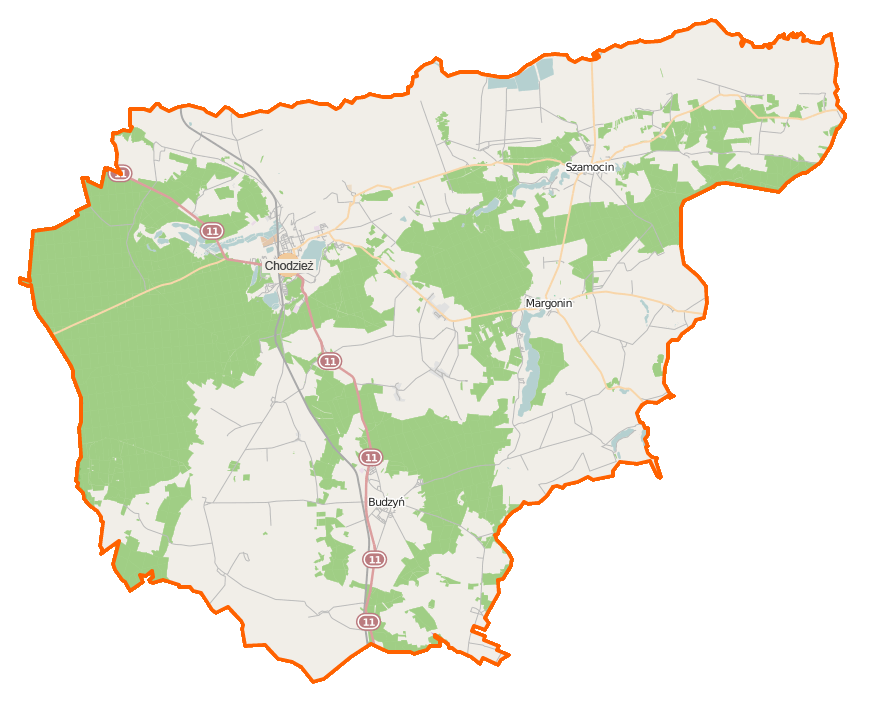
Plan du powiat.

La Powiat de Chodzież est bordée des powiaty de : 
- Piła au nord
- Wągrowiec à l'est et au sud-est
- Oborniki au sud
- Czarnków-Trzcianka à l'ouest

## Division administrative
Le powiat est divisé en 5 gminy (communes) :
| Gmina                                                       | Type         | Superficie (km2) | Population (2006) | Chef-lieu |
| Chodzież                                                    | urbain       | 12,8             | 19 652            |           |
| Budzyń                                                      | rural        | 207,6            | 8 202             | Budzyń    |
| Szamocin                                                    | urbain-rural | 125,5            | 7 292             | Szamocin  |
| Margonin                                                    | urbain-rural | 192,1            | 8 391             | Margonin  |
| Chodzież                                                    | rural        | 212,7            | 5 407             | Chodzież* |
| *le chef-lieu ne fait pas partie du territoire de la gmina. |              |                  |                   |           |

## Démographie
Données du 31 décembre 2009 :
| description | Total  | Total | Femmes | Femmes | Hommes | Hommes |
| ----------- | ------ | ----- | ------ | ------ | ------ | ------ |
| Unité       | Nombre | %     | Nombre | %      | Nombre | %      |
| Population  | 47 389 | 100   | 24 105 | 50,87  | 23 284 | 49,13  |
| Urbain      | 26 763 | 56,48 | 13 993 | 29,53  | 12 770 | 26,95  |
| Rural       | 20 626 | 43,52 | 10 112 | 21,34  | 10 514 | 22,19  |

## Histoire
De 1975 à 1998, les différents gminy du powiat actuelle appartenait administrativement à la Voïvodie de Piła.

La Powiat de Chodzież est créée le 1er janvier 1999, à la suite des réformes polonaises de gouvernement local passées en 1998 et est rattachée à la voïvodie de Grande-Pologne.

## Réseau routier
La Powiat est traversé par la route nationale 11 (qui relie Koszalin à Katowice), la route secondaire 193 (qui relie Chodzież à Gołańcz), la route secondaire 190 (qui relie Krajenka à Gniezno), la route secondaire 191 (qui relie Chodzież à Prostkowo), la route secondaire 183 (qui relie Chodzież à Czarnków) et la route secondaire 193 (qui relie Gołańcz à Chodzież).